# Claudia Sulewski
Claudia Sulewski, née le 19 février 1996 à Chicago, est une actrice américaine. Elle est connue pour ses rôles d'Emma dans The Commute, Nicki Sullivan dans T@gged et Becca dans I Love My Dad (en).

## Biographie
Sulewski est né à Chicago, dans l'Illinois, de Czesław Sulewski et Beata Krupińska. Elle a grandi à Park Ridge, une banlieue de Chicago. Elle a deux frères, Marcin et Kevin.
Depuis 2018, Sulewski entretient une relation avec le musicien Finneas O'Connell.

## Filmographie

### Cinéma
- 2019 : Deadcon : Megan
- 2022 : I Love My Dad (en) : 	Becca

### Télévision
- 2016 – 2017 : The Commute : Emma
- 2016 – 2018 : T@gged : Nicki Sullivan
- 2017 : Betch : Mallory
- 2017 : Embeds : Katie
- 2017 : Hyperlinked : 	Phoebe
- 2017 : Versus : Skylar
- 2019 : Runaways : Julie